# Desa Campakasari (administrativ by i Indonesien, lat -7,62, long 107,94)
Desa Campakasari är en administrativ by i Indonesien.   Den ligger i provinsen Jawa Barat, i den västra delen av landet, 200 km sydost om huvudstaden Jakarta.